# キャッチ〜次の夏が来るように〜
「キャッチ〜次の夏が来るように〜」（キャッチ〜つぎのなつがくるように〜）は、日本のバンドである135の楽曲。1993年に、NHKの音楽番組『みんなのうた』で8月から9月まで放送され、8月21日にシングル「Catch〜次の夏が来るように〜」として、BMGビクターのair RECORDSからリリースされた。
作詞と作曲は135のメンバーである梶原茂人、アニメーションは田中ケイコがそれぞれ担当したこの楽曲は「愛する人と過ごす楽しい夏の時間が、また来年も来るように」と歌ったラブソングである。
135のオリジナル・アルバムには収録されていないが、2016年にリリースされた『moment +2』にボーナス・トラックとして収録された。また、『moment +2』の直前にリリースされたコンピレーション・アルバム『NHKみんなのうた 55 アニバーサリー・ベスト 〜チョコと私〜』にも収録されている。

## 収録曲
| 全作詞: 梶原茂人、全編曲: 林有三。 |                                    |           |          |      |
| #                                  | タイトル                           | 作詞      | 作曲     | 時間 |
| 1.                                 | 「Catch〜次の夏が来るように〜」    | 梶原茂人  | 梶原茂人 | 4:56 |
| 2.                                 | 「それでも僕らはいい時に生まれた」 | 梶原茂人  | 高木茂治 | 4:31 |
| 合計時間:                          | 合計時間:                          | 合計時間: | 9:27     |      |

## 収録作品
| 楽曲                               | アルバム                                                     | 発売日        | 備考                                            |
| ---------------------------------- | ------------------------------------------------------------ | ------------- | ----------------------------------------------- |
| 「Catch〜次の夏が来るように〜」    | 『NHKみんなのうた 55 アニバーサリー・ベスト 〜チョコと私〜』 | 2016年4月27日 | NHK『みんなのうた』のコンピレーション・アルバム |
| 「Catch〜次の夏が来るように〜」    | 『moment +2』                                                | 2016年5月30日 | 1993年に発表した『moment』の再リリース盤        |
| 「それでも僕らはいい時に生まれた」 | 『moment +2』                                                | 2016年5月30日 | 1993年に発表した『moment』の再リリース盤        |